# Большеверстовск
Большеверстовск — деревня в Нижнеудинском районе Иркутской области. Входит в состав Шебертинского муниципального образования.

## География
Деревня находится на расстоянии 77 км к юго-востоку от Нижнеудинска, административного центра района.

## Население
| 2002 | 2010 | 2011 | 2012 |
| ---- | ---- | ---- | ---- |
| 169  | ↘119 | →119 | ↗120 |

## Улицы
В деревне имеется одна улица — Советская.